# Distrito de Burgdorf
El Distrito de Burgdorf es uno de los antiguos veintiséis distritos del cantón de Berna, Suiza, ubicado al norte del cantón, tiene una superficie de 197 km². La capital del distrito era Burgdorf.

## Geografía
El distrito de Burgdorf hace parte de la región del Emmental. Limita al norte con los distritos de Wasseramt (SO) y Wangen, al noreste con Aarwangen, al este con Trachselwald, al sureste con Signau, al sur con Konolfingen, al suroeste con Berna, al oeste con Fraubrunnen.

## Historia
Señoría del siglo XII a 1384, bailía hasta 1798, distrito bajo la República Helvética (1798-1803), bailía desde 1803, distrito bernés desde 1831. La región relevaba de Kirchberg, dominio de los reyes de Borgoña, que luego pasaría a manos de los Zähringen desde 1080. Estos últimos (o sus predecesores) construirían el castillo de Burgdorf, cuyas partes más antiguas datan de antes del siglo XII, para proteger la transversal sureste de la meseta, la cual comunica el Lemán al Rin pasando por Berna.
Vale recordar las menciones del castillo: castellum Bertoldi ducis en 1080, la denominación de Oberburg en 1139 y castello Burgdorf en 1210. La protección de la ruta, del punto del Emme con peaje, y del transporte por flota que más adelante incumberá a la ciudad de Berna. El sitio fortificado, llamado castillo (Schloss) a partir de mitad del siglo XVI, y que incluía el antiguo mercado (burg); sus dos capillas dedicadas a Juan Bautista y Santa Margarita, las cuales fueron secularizadas en protestantes. Cuando Bertholdo V de Zähringen murió en 1218, el castillo pasó por herencia a su viuda; los condes Kyburgo lo anexaron aún habiendo habido un arbitraje imperial en 1235, los Kyburgo hicieron de Burgdorf y Thun el centro de sus señorías al borde del Aar. 
Tras la guerra de Burgdorf (1383-1384), los Kyburgo-Burgdorf, empobrecidos, debieron vender Burgdorf y Thun a la ciudad de Berna en 1384. Habiendo adquirido de los mismos Kyburgo, de 1406 a 1408, su vasto landgraviato de Borgoña junto con sus jurisdicciones, la ciudad de Berna instituiría entre 1471 y 1525 una nueva bailía que ejercía la alta y baja jurisdicción (salvo en Burgdorf y Heimiswil), esta bailía comprendía Kirchberg, la jurisdicción de Alchenflüh (1471), Wynigen (1502), Heimiswil (1502-1519), Hasle y Oberburg (antes de 1525). 
Nombrado por Berna y los burgueses de dicha ciudad, el intendente era baile y presidente del consejo de Burgdorf. Desde su entrada en funciones, debía confirmar los derechos y privilegios de la ciudad, además de dar su sermón de fidelidad. El baile tenía su residencia oficial y privada en el castillo, en el cual también se encontraban la cancillería, la cárcel y el granero. 
El castillo era cuidado por una guardia de tres mozos armados y en caso de peligro una guarnición. El puesto de intendente de Burgdorf era un cargo lucrativo, en 1798 será suprimido. Con respecto al distrito de Burgdorf de la República Helvética, la bailía erigida en 1803 (distrito administrativo y judicial desde 1831) perdió algunas comunas (norte de la nueva bailía de Fraubrunnen) y ganó catorce, entre las que se encontraban algunas circunscripciones de Wangen (nueve), Zollikofen (cuatro) y Landshut (una). Actualmente el castillo es sede y residencia del prefecto. El distrito fue disuelto el 31 de diciembre de 2009 tras la entrada en vigor de la nueva organización territorial del cantón de Berna. Las comunas del distrito de Burgdorf fueron absorbidas por el distrito administrativo del Emmental y excepción de Bäriswil que fue anexada al distrito administrativo de Berna-Mittelland.

## Comunas
| Comunas              | Población (31.12.2006) | Superficie en km² |
| -------------------- | ---------------------- | ----------------- |
| Aefligen             | 1016                   | 2,1               |
| Alchenstorf          | 553                    | 8,6               |
| Bäriswil             | 1016                   | 2,8               |
| Burgdorf             | 14.856                 | 15,6              |
| Ersigen              | 1453                   | 8,8               |
| Hasle bei Burgdorf   | 2993                   | 21,9              |
| Heimiswil            | 1609                   | 23,4              |
| Hellsau              | 179                    | 1,5               |
| Hindelbank           | 1942                   | 6,7               |
| Höchstetten          | 265                    | 2,6               |
| Kernenried           | 440                    | 3,3               |
| Kirchberg            | 5580                   | 9,0               |
| Koppigen             | 2017                   | 6,9               |
| Krauchthal           | 2345                   | 19,4              |
| Lyssach              | 1435                   | 6,1               |
| Mötschwil            | 124                    | 2,9               |
| Niederösch           | 217                    | 4,6               |
| Oberburg             | 2862                   | 14,1              |
| Oberösch             | 119                    | 2,1               |
| Rüdtligen-Alchenflüh | 2118                   | 2,7               |
| Rumendingen          | 85                     | 2,5               |
| Rüti bei Lyssach     | 151                    | 6,5               |
| Willadingen          | 185                    | 2,2               |
| Wynigen              | 2006                   | 28,3              |
| Total (24)           | 45.566                 | 204,6             |